# Laufferiella elegans
Laufferiella elegans är en tvåvingeart som beskrevs av Villeneuve 1929. Laufferiella elegans ingår i släktet Laufferiella och familjen parasitflugor. Inga underarter finns listade i Catalogue of Life.